# Зальцер Семен Зельманович
Семен Зельманович Зальцер (нар. 27 лютого 1898, Одеса — пом. жовтень 1941, Одеса) — радянський графік, плакатист, художник театру.

## Біографія
Народився 15 [27] лютого 1898 року в Одесі. 1915 року у Миколаєві закінчив Олександрійське реалне училище; 1919 року — Одеське художнє училище (викладач Киріак Костанді).
Малював для журналів «Театр и кино» (1916, Одеса), «Мельпомена», «Фигаро», «Огоньки» (1918), «Бомба», газети «Театр» (1919), для «Окон ЮгРОСТА» (1920—1921), журналів «Облава» (1920, Одеса), «Красная оса» (1924, Харків), «Гаврило» (1925, Харків), «Червоний перець» (1927—1934, Харків). Викладав в художній школі, організованій Юлієм Бершадським до її закриття у 1928 році.
З початком німецько-радянської війни працював для одеських газет. Відмовився евакуювуватися з газетою «Червоноармійський прапор». Загинув в жовтні 1941 року в окупованій Одесі в гетто.

## Творчість

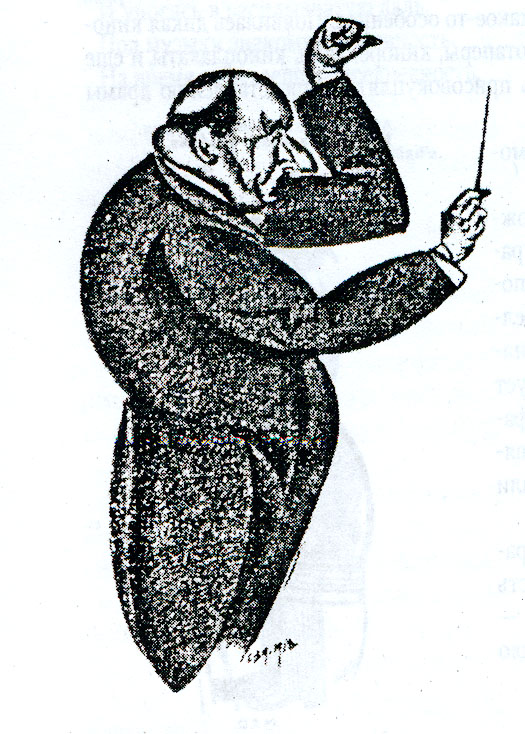
«Композитор і диригент О. Недбаль».

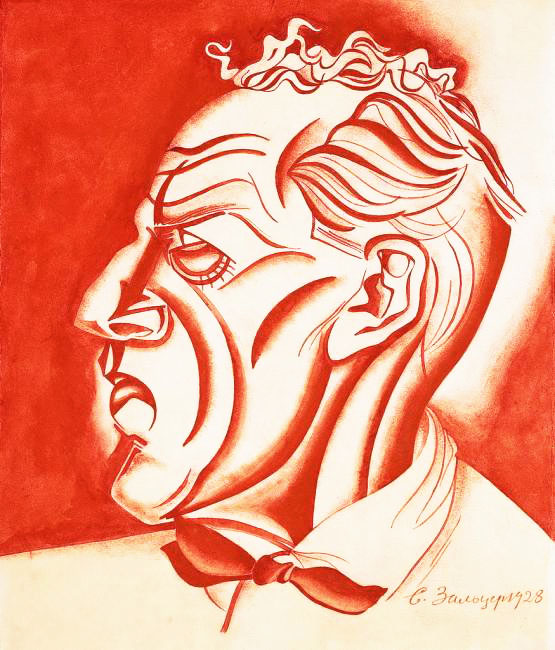
«Режисер Я. Протазанов».

Створював графічні портрети, шаржі та карикатури на художників, театральних діячів. Оформив:
- низку міських кафе та кабаре, зокрема:
  - «Весела канарка» — разом з Володимиром Мюллером і Сигизмундом Олесевичем;
  - Літературно-театральне кафе-кабаре);
- вистави 2-го пересувного одеського театру Губполітпросвіти (1921).

Серед художніх робіт:
шаржі
- «Композитор і дирегент О. Недбаль» (1918);
- «Режисер К. Міклашевський» (1918);
- «Музикант і диригент Л. Штейнберґ» (1918);
- «Поет В. Нарбут» (1920)
- «А. Луначарський» (1920);

портрети
- «М. Євреїнов» (1918);
- «Театральний критик Л. Камишников» (1918);
- «Режисер Я. Протазанов» (1928);

плакати
- «Фронту необхідно…» (1920);
- «День Червоної казарми» (1921);
- «Хто при зорях і вогні прудко скаче на коні?» (1941).

Брав участь у міських мистецьких виставках з 1918 року.